# Challenger Britania Zavaleta 2003
Il Challenger Britania Zavaleta 2003 è stato un torneo di tennis facente parte della categoria ATP Challenger Series nell'ambito dell'ATP Challenger Series 2003. Il torneo si è giocato a Puebla in Messico dal 17 al 23 novembre 2003 su campi in cemento.

## Vincitori

### Singolare
Ricardo Mello ha battuto in finale  Markus Hantschk per 7–6(5), 6–4.

### Doppio
Santiago González /  Alejandro Hernández hanno battuto in finale  Huntley Montgomery /  Andres Pedroso per 6–4, 2–6, 6–4.